# Jeghegnut (Armawir)
Jeghegnut – wieś w Armenii, w prowincji Armawir. W 2011 roku liczyła 2203 mieszkańców.